# بارك كيونغ-مين
بارك كيونغ-مين (هانغل: 박경민) هو لاعب كرة قدم كوري جنوبي في مركز الوسط، ولد في 22 أغسطس 1990 في مدينة تشونان في كوريا الجنوبية. لعب مع برسيجا جاكارتا.

## وصلات خارجية
- بارك كيونغ-مين على موقع دوري كوريا الجنوبية (الإنجليزية)
- بارك كيونغ-مين على موقع قاعدة بيانات كرة القدم.إي يو (الإنجليزية)
- بارك كيونغ-مين على موقع Soccerway.com (الإنجليزية)